# Роселль, Кай
Кай Роселль (дат. Kaj Rosell, род. 9 мая 1947) — датский шахматист, национальный мастер.
Участник трёх чемпионатов Дании. Лучший результат — дележ 2—7 мест в чемпионате 1976 г.
В составе сборной Дании участник шахматной олимпиады 1976 г. В этом соревновании сыграл 8 партий, из которых 3 выиграл (у Э. Кио, Р. Гольденберга и А. Малагона), 4 закончил вничью (с Э. Раасте, В. Виттманом, К. Хельмерсом и Х. Шюсслером) и 1 проиграл (А. Хуссу).
Также в составе национальной сборной стал бронзовым призёром 7-го Кубка северных стран (1976) в г. Бремене.
Участник мемориалов Расмуссена в Раннерсе (1970 и 1973 гг.), турниров в Орхусе (1975 и 1976 гг.), мемориала Хольмсгора в Норресуннбю (1978 г.).
В составе команды «Vejlby-Risskov SK» участник в 1-го официального Кубка европейских клубов (1976/1976). Команда дошла до четвертьфинал и уступила одному из победителей турнира — клубу «Буревестник» (СССР).

## Спортивные результаты
| Год  | Город       | Соревнование                             | + | − | = | Результат   | Место |
| ---- | ----------- | ---------------------------------------- | - | - | - | ----------- | ----- |
| 1970 | Раннерс     | Мемориал Расмуссена                      | 3 | 3 | 1 | 3½ из 7     | 12—13 |
| 1972 | Эсбьерг     | Чемпионат Дании                          | 1 | ? | 6 | 4 из 10 (?) | 19—23 |
| 1973 | Раннерс     | Мемориал Расмуссена                      | 3 | 2 | 2 | 4 из 7      | 9—14  |
| 1974 | Вайле       | Чемпионат Дании                          | 3 | 2 | 5 | 5½ из 10    | 10—16 |
| 1975 | Орхус       | Турнир датских мастеров                  | 2 | 2 | 5 | 4½ из 9     | 6     |
| 1976 | Орхус       | Чемпионат Дании                          | 4 | 2 | 4 | 6 из 10     | 2—7   |
|      | Орхус       | Международный турнир                     | 0 | 4 | 7 | 3½ из 11    | 11    |
|      | Хайфа       | XXII Олимпиада (сборная Дании, запасной) | 3 | 1 | 4 | 5 из 8      |       |
| 1978 | Норресуннбю | Мемориал Хольмсгора                      | 2 | 1 | 4 | 4 из 7      | 3—4   |

## Изменения рейтинга
| Графики недоступны из-за технических проблем. См. информацию на Фабрикаторе и на mediawiki.org. |